# Іван Княженко та Сірий Вовк 3
«Іван Княженко та Сірий Вовк 3» (в українському прокаті йшов під назвою «Іван Царевич та Сірий Вовк 3»; рос. Иван Царевич и Серый Волк 3) — російський повнометражний мультиплікаційний фільм студії «Мельница» 2016 року. 
Фільм вийшов у широкий російський прокат 1 січня 2016 року; в український прокат 1 січня 2016 року. Для українського прокату стрічку було дубльовано українською у 2015 році на студії «AAA-Sound» на замовлення компанії «Галеон Кіно».

## Сюжет
Старенький володар Тридев'ятого царства вирішив піти на пенсію, і замість себе цар залишив Івана з Сірим Вовком. Проте Василиса Прекрасна вимагає обіцяної весільної подорожі. Отже Іван таємно всаджує на троні звичайне Опудало, а сам із дружиною та Вовком летить на чарівному килимі «за кордон». Коли друзі повертаються додому, то не впізнають Тридев'яте царство: завдяки магії Опудало ожило та почало встановлювати свої правила за допомогою гіпнотичного варення…

## Знімальна група
- Режисер-постановник — Дарина Шмідт
- Автори сценарію — Ростислав Хаїт, Леонід Барац, Сергій Петрейков
- Художник-постановник — Світлана Дегтярьова
- Композитор — Михайло Чертіщев

## Ролі озвучили
- Микита Єфремов — Іван Княженко
- Тетяна Буніна — Василиса
- Олександр Боярський — Сірий Вовк
- Іван Охлобистін — Князь
- Михайло Боярський — Кот
- Марія Цвєткова — кореспондент / килим-літак
- Михайло Хрустальов — Палк Палковіч (Пал Палич), опудало
- Дмитро Висоцький — Тонкий / співак
- Олег Куликович — Товстий
- Анатолій Петров — Соловей Розбійник
- Роман Нікітін — Кеша «Чотири шафи»
- Костянтин Бронзит — щука
- Яків Петров — німецький м'ясник / президент Америки
- Олександр Демич — Іван-мавпа
- Андрій Кузнєцов

## Український дубляж
Дубльовано студією «AAA-Sound» на замовлення кінокомпанії «Галеон Кіно» у 2015 році.
- Іван — Андрій Федінчик
- Василіса — Антоніна Хижняк
- Цар — Дмитро Завадський
- Кіт — Ярослав Чорненький
- Опудало — Юрій Ребрик
- Сірий вовк — Андрій Альохін
- Соловей — Юрій Ребрик
- Тонкий — Павло Скороходько
- Товстий — Анатолій Зіновенко
- Кеша — Олександр Єфімов
- Щука — Юлія Перенчук

### Український дубляж студії «Postmodern Postproduction» на замовлення ТРК «Україна» (2018)
Вперше фільм дубльовано українською студією «Postmodern Postproduction» у 2018 році для телеканалу «ТРК Україна».
- Михайло Жонін — Іван
- Наталя Денисенко — Василіса
- Андрій Альохін — Цар
- Євген Пашин — Кіт
- Ярослав Чорненький — Опудало
- Сергій Ладєсов — Сірий вовк
- Євген Малуха — Товстий
- Андрій Соболєв — Кеша
- Юрій Гребельник — Щука

### Український дубляж студії «Tretyakoff Production/CinemaSound Production» на замовлення ТК «Новий канал»/«ICTV» (2019)
Вдруге фільм дубльовано українською студією «Tretyakoff Production/CinemaSound Production» у 2019 році для телеканалів «Новий канал» та «ICTV».
- Михайло Тишин — Іван
- Олег Лепенець — Щука
- Олександр Завальський  — Цар
- Дмитро Бузинський — Опудало
- Юрій Кудрявець — Сірий вовк
- Тетяна Антонова — Василіса
- Дмитро Лавров — Кеша

## Показ і трансляція в Україні
Фільм вперше вийшов в український прокат 1 січня 2016 року, для українського прокату український дистриб'ютор «Синергія» не створив українського дубляжу і фільм демонструвався з оригінальною російською озвучкою.
В Україні мультфільм транслювали на каналах «1+1», «2+2», «ТЕТ», «Інтер», «Новий канал» і «ICTV» російською мовою без субтитрів або з українськими субтитрами.
Українською фільм було вперше дубльовано студією «Postmodern Postproduction» у 2018 році для телеканалу «ТРК Україна», а згодом також студією «CinemaSound Production» у 2019 році для «Нового каналу» та «ICTV».

## Реліз
Фільм вийшов у широкий російський прокат 1 січня 2016 року; в український прокат 1 січня 2016 року. Для українського прокату стрічку було дубльовано українською у 2015 році на студії «AAA-Sound» на замовлення компанії «Галеон Кіно».